# Um Amor de Perdição
Pour plus de détails, voir Fiche technique et Distribution.
Um Amor de Perdição est un drame passionnel brésilo-portugais réalisé par Mário Barroso et sorti en 2009.
Le film est une adaptation moderne du roman Amour de perdition (Amor de Perdição) de l'écrivain portugais romantique Camilo Castelo Branco, paru en 1862. D'autres adaptations sont déjà sorties du même roman, telles que Amour de perdition (1979) de Manoel de Oliveira.

## Synopsis
Inadapté et fier, irascible et narcissique, Simão grandit dans la famille bourgeoise Botelho, dans un quartier aisé de Lisbonne. Son frère Manuel, silencieux et très proche de sa mère, méprise ce frère violent qui bénéficie toujours de l'impunité, protégé par la riche mère et le père influent de Domingo. Ce dernier est plutôt indifférent à son fils et pense avant tout à sa carrière. En revanche, Simão est lié à sa jeune sœur Rita par une amitié mutuelle et profonde, ainsi qu'à un jeune employé de maison, Zé Xavier, issu d'une famille capverdienne désargentée.
Simão terrorise les enseignants et les autres élèves de son internat jusqu'à ce qu'il aperçoive, dans l'école de sa sœur, Teresa Albuquerque, fille d'un adversaire influent de son père, qui souffre de troubles mentaux. Les deux tombent amoureux, contre la volonté de leurs pères. Lorsque Teresa est internée par son père dans un hôpital psychiatrique et que Simão se brouille avec son père, Simão s'enfuit de l'internat et de la maison familiale et se cache dans le garage automobile de João da Cruz, un ancien combattant traumatisé et archi-conservateur de la guerre coloniale portugaise en Angola. Da Cruz est profondément redevable à Botelho depuis un incident survenu en Angola et se voit désormais comme le protecteur inconditionnel de son fils Simãos. Sa fille Mariana s'éprend de Simão, qu'elle soigne après un incident qui a mis sa vie en danger et qui lui cède à la légère un exemplaire du roman Amour de perdition de Camilo Castelo Branco. Confortée par le roman, Mariana s'enfonce dans son amour sans espoir pour Simão et lui permet même, en tant qu'intermédiaire, de rester en contact avec Teresa, internée, par l'intermédiaire d'une amie commune.
Alors que Rita et Zé Xavier se rapprochent de plus en plus, Simão s'éloigne de plus en plus de sa famille et de son environnement. Lorsqu'il apprend que l'état de Teresa s'aggrave et qu'elle doit être transférée définitivement dans un hôpital psychiatrique, il tente de l'en sortir. Dans sa tentative infructueuse, il tue le confident de son père et fiancé désigné de Teresa. Simão est emprisonné et refuse d'abord toute aide juridique, puis toute nourriture. L'amour excessif mais discret de Marianne pour lui reste intact et elle lui rend régulièrement visite en prison.
Peu après, Teresa tombe dans le coma et finit par mourir. Simão s'en veut et se suicide à l'hôpital de la prison. Le père da Cruz est soudainement abattu par le fils d'un ancien camarade de guerre et Mariana, bouleversée, est également retrouvée morte dans son lit peu de temps après, nue et l'air satisfait, avec le carnet de notes des messages échangés entre Simão et Teresa dans la main. À côté d'elle se trouve le livre déchiré Amour de perdition.
Rita, qui a vieilli entre-temps, raconte cette histoire survenue il y a quelques années, comme une voix hors champ qui l'accompagne.

## Fiche technique
- Titre original : Um Amor de Perdição[2]
- Réalisation : Mário Barroso
- Scénario : Mário Barroso, Carlos Saboga, d'après Amour de perdition de Camilo Castelo Branco[1]
- Photographie : Mário Barroso
- Montage : Francisco Garcia da Silva, Rui Mourão
- Musique : Bernardo Sassetti (pt)
- Décors : António Reis et Margarida Cordeiro
- Production : Paulo Branco, Roberto Tiribiçá
- Sociétés de production : Clap Filmes (pt), Plateau Produções (br) et Leopardo Filmes
- Format : couleurs - 1,85:1 - Son Dolby
- Pays de production :  Portugal -  Brésil
- Langue de tournage : portugais
- Genre : drame passionnel
- Durée : 81 minutes
- Dates de sortie : 
  - Suisse : 13 août 2008 (Festival du film de Locarno)
  - Portugal : 23 avril 2009

## Distribution
- Tomás Alves (pt) : Simão Botelho
- Ana Moreira : Teresa Albuquerque
- Catarina Wallenstein : Mariana da Cruz
- Virgílio Castelo : João da Cruz
- Rafael Morais : Manuel Botelho
- Ana Padrão : Preciosa Botelho (mère)
- Rui Morisson : Domingos Botelho (père)
- Patrícia Franco : Rita Botelho
- Willion Brandão : Zé Xavier
- Paulo Pires : Dr. Santos Sousa, avocat
- Beatriz Batarda : narratrice (voix) de Rita Botelho